# Traduzione parola per parola
La traduzione parola per parola è un tipo di traduzione in cui ogni singola parola del testo in lingua originale è resa con una parola nella lingua di traduzione.

## Descrizione
Come noto in traduttologia, l'espressione «traduzione letterale» è di per sé ambigua e difficilmente definibile, sebbene largamente usata dai non esperti del settore. In linea generale, è definibile come la traduzione ottenibile assegnando a ogni parola del prototesto una parola nella lingua del metatesto. Questo tipo di procedimento è basato su due convinzioni:
1. che esistano corrispondenze biunivoche ("uno a uno", 1:1) tra lingue, e che invece non vi siano corrispondenze 1:molti o molti:1;
2. che pur ammettendo l'esistenza di corrispondenza 1:molti o molti:1 tra parole di lingue diverse, il traducente scelto nella lingua del prototesto sia quello convenzionalmente (dal senso comune), tradizionalmente (dai dizionari bilingui) e generalmente assegnato come traducente a una certa parola del metatesto. Questo genera un pericoloso terzo fenomeno, comprovato come errato dalla traduttologia ormai da tempo, per il quale la traduzione parola-per-parola è quella fedele/corretta.[1]

## Significato
Il nome deriva dal latino classico verbum pro verbo, detta anche traduzione morfematica interlineare. Propriamente, ogni singola parola del testo in lingua originale è resa con una parola nella lingua di traduzione, salvo eccezioni previste nella grammatica o nei dizionari: è possibile che le due lingue non abbiano la stessa ricchezza di semantica, lo stesso numero di significati che comunemente una delle due riesce concentrare in una parola singola.
In primo luogo, con questo termine si fa riferimento a una traduzione alla lettera che permette al lettore di esaminare aspetti quali la struttura o la corrispondenza tra parole in un testo (ad esempio nel testo poetico). In secondo luogo si fa riferimento a un tipo di traduzione basata sull'esistenza di correlazioni biunivoche tra parole e frasi di lingue diverse: la traduzione è considerata un semplice processo meccanico. Invece, una relazione così rigida esisterebbe solo se si creasse una lingua sintetizzata e allo stesso tempo combinata con l'ampiezza dei significati di una lingua preesistente, come nel caso della crittografia.
La traduzione parola per parola consiste nel codificare e decodificare il traducente usando un dizionario bilingue senza considerare il contesto e le regole grammaticali delle due lingue, le regole di scrittura e le loro espressioni idiomatiche, ovvero lavorare a scapito delle caratteristiche naturali della lingua ricevente.

## Storia
Cicerone (traduttore dei greci Eschine e Demostene) e Orazio furono i primi teorici di una netta distinzione fra traduzione letterale (verbum e verbo) e traduzione a senso (sensus e sensu). 
La traduzione letterale era la norma tanto per i documenti legali dell'Antico Egitto quanto per i senata consulta in età repubblicana. Nella Roma imperiale sono note traduzioni di Virgilio dal greco al latino, con i testi disposti su colonne parallele, in modo da evidenziarne la corrispondenza di parole e frasi.
Eccezioni orientate ad una forte libertà testuale, si ritrovano:
- in un'epigrafe bilingue in aramaico e greco degli editti di re Ashok (III sec. a.C.), conservata a Kandahar in Pakistan;
- nella traduzione greca della storia della divinità egizia Tefnut, risalente al periodo demotico e inventariata[4] al British Museum di Londra.[senza fonte]

Le idee di Cicerone erano largamente diffuse già in età ellenistica. La concezione del ruolo del traduttore come orator anziché fidus interpres (interprete credibile,fidato) fu ripresa da San Girolamo per la traduzione della Septuaginta in latino, forte della fede nell'ispirazione divina di ogni singola parola e ordine di parole del Sacro Testo ebraico. Già radicata nella tradizione biblistica e nella precedente traduttoria cristiana, attraversò tutto il Medioevo europeo, pervenendo intatta fino al Rinascimento, durante il quale la traduzione di tipo letterale era ancora considerata la prassi migliore e più diffusa per trasferire la conoscenza greca in parole latine.
Le ragioni di un'illustre eccezione post-cristiana a questa norma sono anticipate nella prefazione alla traduzione latina dell'Isagoge di Porfirio e del corpus letterario dello Pseudo-Dionigi, rispettivamente prodotte da Boezio nel VI secolo e da Scoto Eriugena nel IX secolo.

## Software di traduzione parola per parola
Anche se non ha lavorato personalmente alla traduzione automatica, le visioni di Chomsky sulla sintassi sono chiaramente influenzate dalla precisione e dalla formalizzazione imposte dai computer.
In generale, software come Babylon, Google Translate e Lexicool forniscono traduzioni approssimative che necessitano dell'intervento umano per essere comprensibili.
Alcune applicazioni di Babylon e Google Translator, tuttavia, applicano parzialmente una traduzione di tipo semantico, trascendendo quindi il problema della traduzione letterale.